# المساعدات والقروض الخارجية للسودان
المساعدات والقروض الخارجية للسودان تشير إلى التمويلات والمنح التي يتلقاها السودان من حكومات دولية، ومؤسسات مالية عالمية، ومنظمات دولية وغير حكومية لدعم التنمية الاقتصادية والاجتماعية، وتعزيز استقرار البلاد في ظل الأزمات السياسية والاقتصادية التي تواجهها.

## خلفية تاريخية
بدأ السودان استقبال المساعدات الخارجية منذ استقلاله عام 1956، وتزايدت هذه المساعدات مع تدهور الأوضاع الاقتصادية وتصاعد النزاعات الداخلية، خاصة بعد العقوبات الدولية في تسعينات القرن العشرين، وأزمة دارفور التي أججت التدخل الإنساني.

## الجهات المانحة

### المؤسسات المالية الدولية
- البنك الدولي وصندوق النقد الدولي (IMF): يقدم البنك الدولي قروضًا ميسرة ومساعدات فنية لدعم مشروعات التنمية مثل البنية التحتية والطاقة والزراعة.[2] أما صندوق النقد فيعمل على تقديم برامج إعادة هيكلة اقتصادية ودعم ميزان المدفوعات.[3]

### الدول المانحة
- الاتحاد الأوروبي: يقدم برامج تمويل في مجالات الأمن الغذائي، الصحة، ودعم اللاجئين.[4]، الولايات المتحدة: من خلال وكالة التنمية الدولية (USAID)، تمول مشروعات التعليم والصحة ودعم المدنيين في المناطق المتأثرة بالصراعات.[5]، دول الخليج العربي: السعودية، الإمارات، والكويت قدمت قروضًا ومنحًا لدعم مشاريع التنمية والإغاثة.[6]

### المنظمات الدولية والمنظمات غير الحكومية
- منظمة الأمم المتحدة، خاصة برامجها المعنية باللاجئين والنازحين. منظمات حقوق الإنسان والهيئات الخيرية التي توفر مساعدات إنسانية طارئة.[7]

## أنواع المساعدات والقروض
- المنح المباشرة: أموال لا ترد تستخدم لتمويل برامج تنموية أو مساعدات إنسانية. القروض الميسرة: تقدم بفوائد منخفضة وفترات سداد طويلة لدعم مشروعات تنموية.[8]، المساعدات الفنية والتقنية: تشمل التدريب، الخبرات، ونقل التكنولوجيا.[9]

## أثر المساعدات والقروض على السودان
- ساهمت في تحسين بعض البنى التحتية مثل الطرق وشبكات الكهرباء.[10]، دعمت مشاريع المياه والصرف الصحي في المناطق الريفية.[11]، حسنت بعض مؤشرات الصحة والتعليم، رغم التحديات المستمرة.[12]، قدمت يد العون للاجئين والنازحين داخليًا بسبب النزاعات.[13]

## التحديات التي تواجه المساعدات والقروض
- الأوضاع الأمنية: النزاعات المسلحة تمنع وصول المساعدات إلى بعض المناطق.[14]، الديون الخارجية: عبء الديون يعيق قدرة السودان على جذب تمويلات جديدة.[15]، الفساد وقلة الشفافية: تؤثر على فاعلية المساعدات وتوزيعها.[16]، الاعتماد على المساعدات: قد يحد من تطوير الحلول الاقتصادية الذاتية.[17]

## آفاق المستقبل
مع التحولات السياسية التي يشهدها السودان، هناك فرص لإعادة هيكلة الاقتصاد وتحسين العلاقة مع المانحين الدوليين، خاصة بعد رفع بعض العقوبات وعودة السودان إلى المجتمع الدولي، مما قد يعزز من تدفق المساعدات والقروض بشروط أفضل.